# Кропивницки
Кропивницки (на украински: Кропивницький) е град в Централна Украйна, административен център на Кировоградска област. Пощенският му код е 25000 – 490.
Има население от 239 400 жители (2004) и площ от 103 км².
Основан е през 1754 г.
До 1926 градът се казва Елисаветград. До 2016 г. градът се казва Кировоград.
В Кропивницки са родени известните футболисти Андрей Канчелскис и Йевхен Коноплянка.

### Етнически състав
Численост и дял на базовите етническите групи според преброяването на населението през 2001 г.:
| Етническа група | Численост |
| Общо            | 250629    |
| Украинци        | 215139    |
| Руснаци         | 30031     |
| Беларуси        | 1256      |
| Молдовци        | 752       |
| Българи         | 219       |
| Други           | ~3000     |

## Известни личности
Родени в Кропивницки
- Петър Габе (1857 – 1927), журналист
- Григорий Зиновиев (1883 – 1936), политик
- Андрей Канчелскис (р. 1969), футболист
- Йевхен Коноплянка (р. 1989), футболист
- Юрий Олеша (1899 – 1960), писател
- Валерий Поркуян (р. 1944), футболист
- Андрий Пятов (р. 1984), футболист
- Арсений Тарковски (1907 – 1989), поет

Починали в Кропивницки
- Виктор Григорович (1815 – 1876), филолог
- Георгий Емануел (1775 – 1837), офицер